# Łew Markowycz
Łew Markowycz (ur. w 1881 - zm. w 1930) – ukraiński działacz społeczny na Wołyniu, poseł na Sejm I kadencji.
Honorowy członek "Proswity".